# ماريوس كاراس
ماريوس كاراس (باليونانية: Μάριος Καράς)‏ هو لاعب كرة قدم قبرصي في مركز الدفاع، ولد في 24 أكتوبر 1974 في فاماغوستا في قبرص الشمالية. شارك مع منتخب قبرص لكرة القدم. أما مع النوادي، فقد لعب مع Ayia Napa FC ‏.

## وصلات خارجية
- ماريوس كاراس على موقع قاعدة بيانات كرة القدم.إي يو (الإنجليزية)
- ماريوس كاراس على موقع ناشيونال فوتبول تيمز (الإنجليزية)